# قلعه پاسگاه هلالی
قلعهٔ پاسگاه هلالی مربوط به اواخر دورهٔ قاجار است و در شهرستان مشهد، بخش مرکزی، دهستان کنویست، ضلع شرقی روستای شرشر واقع شده و این اثر در تاریخ ۲۷ اسفند ۱۳۸۶ با شمارهٔ ثبت ۲۲۲۹۸ به‌عنوان یکی از آثار ملی ایران به ثبت رسیده‌است.